# Revolta da Madeira

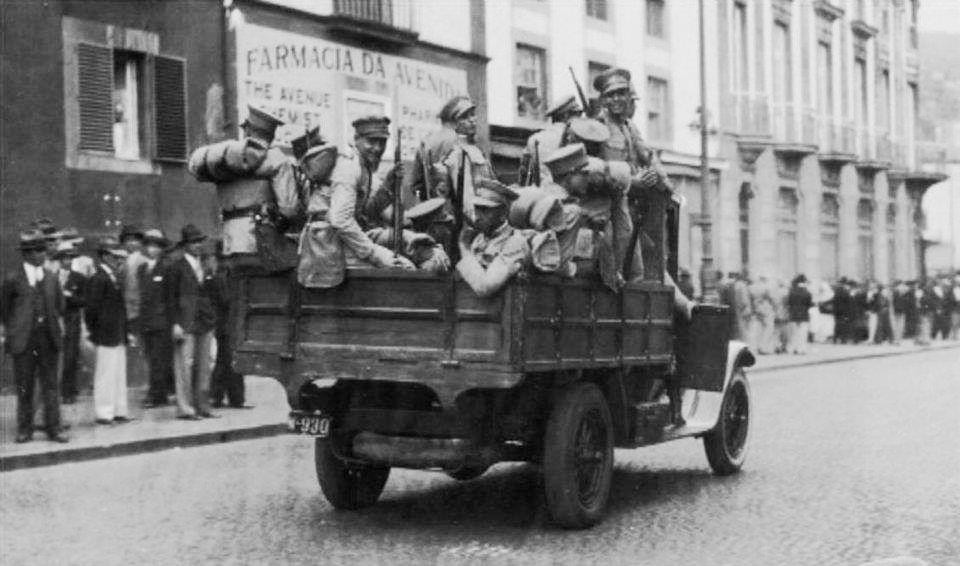
Movimento de tropas na Revolta da Madeira em 1931

A Revolta da Madeira, também referida como Revolta das Ilhas, Revolta dos Deportados ou a Mornaça foi um levantamento militar contra o governo da Ditadura Nacional (1926-1933) que ocorreu na ilha da Madeira, iniciando-se na madrugada de 4 de abril de 1931. A 8 de abril, o levantamento alastrou a algumas ilhas dos Açores e, a 17 de abril, alastrou, também, à Guiné Portuguesa. Existiram também tentativas de levantamento militar em Moçambique e na ilha de São Tomé, que falharam logo no início. Os levantamentos militares, planeados para o continente, nunca ocorreram.
Os militares revoltosos nos Açores, sem apoio popular, rendem-se logo sem luta, entre 17 e 20 de Abril de 1931. Já na Madeira, onde os revoltosos conseguiram apoio popular, aproveitando-se do descontentamento gerado pela política económica restritiva do Governo para minorar os efeitos da crise internacional de 1929, o levantamento só foi neutralizado a 2 de maio, com a chegada de uma expedição militar que enfrentou as forças revoltosas durante sete dias de combate. Depois da neutralização do levantamento na Madeira, a 6 de maio de 1931, os militares revoltosos na Guiné Portuguesa também se renderam.

## Os primórdios da revolta
Dois meses antes da Revolta da Madeira tinha ocorrido um movimento popular, a chamada Revolta da Farinha, contra o governo da Ditadura Nacional. Para fazer face à Grande Depressão, iniciada em 1929, Salazar, então ministro das Finanças, tinha tomado algumas medidas que pretendiam atenuar os seus efeitos negativos sobre a economia portuguesa. A crise monetária europeia de 1931 e a interrupção das remessas dos imigrantes, decretada pelo Brasil, agravaram mais a situação, obrigando o governo a tomar medidas económicas e financeiras muito restritivas. Essas medidas tiveram um êxito global, mas geraram descontentamentos em setores específicos. Uma dessas medidas, decretada a 26 de Janeiro de 1931, foi a centralização no Estado, da importação de cereais, como meio de controlar o seu comércio. Essa centralização levou à suspensão da importação da farinha e ao consequente aumento do preço do pão. A situação, agravada pela crise económica e pelo desemprego que afetava a Madeira, levou a várias greves e tumultos populares na ilha. Foram assaltadas várias moagens, sendo a situação explorada por várias organizações políticas. A situação volta, no entanto, à normalidade, alguns dias depois.
No entanto, o governo, enviou para a ilha um Delegado Especial do Governo da República, o coronel Feliciano António da Silva Leal, apoiado por um pequeno contingente militar. Foi naquele contingente militar que chegou à ilha o núcleo de oficiais que iria organizar, alguns meses depois, a Revolta da Madeira.

## A revolta
Ao chegar o contingente militar vindo de Lisboa, já se encontravam deportados na Madeira alguns militares e políticos civis opositores ao regime, nomeadamente o general Sousa Dias, os coronéis Fernando Freiria e José Mendes dos Reis e o antigo ministro Manuel Gregório Pestana Júnior. O levantamento foi liderado pelos oficiais do contingente recém-chegado, chefiados pelo tenente médico Manuel Ferreira Camões, contando com a oposição inicial dos exilados.
O levantamento começou às 7h00 de 4 de Abril de 1931. A operação militar chefiada por Ferreira Camões leva à prisão das autoridades e à ocupação das repartições públicas. Perante o sucesso do levantamento os militares e políticos exilados aderem ao mesmo, sendo nomeada uma Junta Revolucionária presidida por Sousa Dias. Os revolucionários defendem a restauração da normalidade constitucional suspensa desde a Revolução de 28 de Maio de 1926. Os revolucionários aproveitam-se do descontentamento dos Madeirenses face à situação económica, para obterem apoio popular para fortalecimento da sua posição.
Depois do sucesso do levantamento na Madeira, um grupo de políticos e militares exilados nos Açores, consegue também realizar levantamentos nas ilhas de São Miguel, da Terceira, da Graciosa e de São Jorge. No entanto, ao contrário do que sucede na Madeira, nos Açores os revolucionários não conseguem apoio popular, permanecendo numa posição fraca. As restantes ilhas açorianas, mantêm-se sob controlo do governo.
Igualmente ocorrem levantamentos nas colónias. A 17 de abril, alguns militares opositores destacados na Guiné Portuguesa, também se revoltam, perdendo o governador da colónia. Em Moçambique e em São Tomé também são organizados levantamentos, que falham logo no início, sendo os revolucionários detidos.
O movimento revolucionário foi apoiado pela Liga de Paris, constituída por políticos da Primeira República maioritariamente exilados em Paris, que espera que os levantamentos alastrem a Portugal, o que permitiria que recuperassem o seu poder político.
O alastramento da revolta ao Continente acaba por não ter sucesso, não ocorrendo, aí, nenhum levantamento militar. Essa não alastramento do movimento revolucionário, leva a Liga de Paris a começar a defender uma suposta República da Atlântida, constituída pelos territórios em poder dos revolucionários. Ao defender esta ideia, a Liga será acusada de fomentar o separatismo insular, colocando os interesses políticos pessoais dos seus membros à frente dos interesses de Portugal.
Face ao não alastramento da revolta, a Junta Revolucionária e a Liga de Paris, que o governo não tenha capacidade militar para derrotar os revolucionários da Madeira, o que lhe quebraria a moral, abrindo caminho à sua deposição. Por outro lado, caso o governo conseguisse reunir uma força suficiente para retomar o controlo da ilha, que isso só conseguisse ser feito com o envio das tropas mais fortes para a Madeira, deixando o Continente desguarnecido o que facilitaria, aí, a eventual ocorrência de movimentos revolucionários.
Entretanto a Junta Revolucionária e a Liga de Paris, não conseguem apoio internacional, nomeadamente do Reino Unido. Pelo contrário o Reino Unido manifesta simpatias por Salazar e apoia a Ditadura Nacional que considera, apesar de não ser democrática, mais representativa do Povo Português que os governos supostamente democráticos da Primeira República.
Um grupo de cidadãos estrangeiros residentes no Funchal (especialmente Brasileiros, Britânicos e Norte-Americanos) estabelecem uma zona neutral em alguns hotéis da cidade. Igualmente, o Reino Unido envia uma força naval para as águas da Madeira. Essa força naval chega a desembarcar tropas na ilha, que, no entanto, não interferem no conflito.

## Controlo da revolta
Com uma posição enfraquecida pelo, praticamente, nulo apoio popular, os revoltosos nos Açores rendem-se, sem lutar, a um pequeno contingente militar comandado pelo coronel Fernando Borges, instalado no Faial. Os vários núcleos das revolta, rendem-se entre os dias 17 e 20 de abril de 1931.
Na Madeira a situação é, contudo mais complicada. O apoio popular que dispõem, na ilha, os revolucionários faz prever que o controlo da revolta só poderá ser possível com uma intervenção em força. No entanto, o governo depara-se com um problema grave que é o facto da Marinha Portuguesa, graças à incúria dos governos da Primeira República, estar numa situação de quase "zero naval", dispondo de poucos navios militarmente capazes de participar numa expedição de retoma da Madeira. A Ditadura Nacional também se depara com os problemas acrescidos, de uma possível intervenção militar estrangeira - sobretudo britânica - se a situação não fosse rapidamente normalizada e com a desguarnição militar do Continente se fossem enviadas as melhores tropas para a Madeira.
A inteligência e a eficiência dos líderes da Ditadura Nacional vai, no entanto, permitir ao governo a resolução da situação. A expedição militar à Madeira é organizada com um núcleo de tropas de elite, mas completada com tropas menos fortes, de modo a deixar algumas tropas fortes a guarnecer o Continente. O ministro da Marinha, comandante Magalhães Correia demonstra uma enorme eficiência ao conseguir mobilizar e organizar uma flotilha de navios civis - que incluía navios de passageiros, navios de carga e, até, barcos de pesca - que pode reforçar o pequeno número de navios de guerra existentes. Um cargueiro, o Cubango, foi até transformado em transporte de hidroaviões o que foi pioneiro na Marinha Portuguesa. A expedição larga de Lisboa, a 24 de abril de 1931, sob o comando do próprio Magalhães Correia, que embarca no paquete Nyassa, transformado em cruzador auxiliar.
A 26 de abril são iniciadas as operações, com uma tentativa de desembarque no Caniçal, que é infrutífera. No dia seguinte, realiza-se um desembarque com sucesso na ponta de São Lourenço. Ocorrem então sete dias de combates, enquanto as tropas leais ao governo, chefiadas em terra pelo coronel Fernando Broges, avançam para a capital da ilha. Depois da tomada de Machico, o avanço das tropas governamentais é dificultado pela destruição de várias pontes pelos revoltosos. No entanto, graças ao apoio dado por habitantes locais, que fornecem transportes e indicações às tropas, as mesmas conseguem prosseguir o avanço para o Funchal. Finalmente, a 2 de Maio, os revoltosos cessam a resistência, fugindo para bordo do cruzador britânico HMS London, que se encontrava a proteger os interesses britânicos na Madeira. Os Britânicos, no entanto, entregam o general Sousa Dias e mais de uma centena de militares revoltosos às autoridades portuguesas, que os enviam, imediatamente, para Cabo Verde.
Perante a resolução da situação na Madeira, a 6 de maio os militares revoltosos da Guiné Portuguesa enviam uma mensagem declarando a sua rendição.